# Loboptera canariensis
Loboptera canariensis är en kackerlacksart som beskrevs av Lucien Chopard 1955. Loboptera canariensis ingår i släktet Loboptera och familjen småkackerlackor. Inga underarter finns listade i Catalogue of Life.